# Rudolf Eickemeyer
Rudolf Eickemeyer (Altenbamberg, 31 oktober 1831 – Washington, 23 januari 1895) was een Amerikaans uitvinder en industrieel fabrikant van Duitse afkomst.

## Biografie
Eickemeyer werd geboren in het Duitse Beieren als zoon van boswachter Christiaan Eickemeyer en Katherine Bréhm. Hij verkreeg zijn opleiding in de dorpsschool, aan de Realschule in Kaiserslautern en ten slotte aan de Polytechnische school in Darmstadt, waar hij op zeventienjarige leeftijd afstudeerde.
Na zijn studie sloot Eickemeyer samen met zijn vriend George Osterheld zich aan bij de opstandelingen tijdens de Maartrevolutie in 1848. Na het mislukken van de revolutie vertrokken Eickemeyer en Osterheld gezamenlijk naar de Verenigde Staten waar ze op 20 november 1850 aankwamen in New York.

### Verenigde Staten
Zijn eerste baantje was bij de aanleg van de Erie-spoorlijn, om daarna voor de Buffalo Steam Engine Works te werken. In september 1853 vestigde Eickemeyer zich in Yonkers (New York), waar hij samen met Osterheld een kleine reparatiewerkplaats voor machines begon. In 1856 huwde hij de uit Dover-Foxcroft afkomstige Mary True Tarbell – samen kregen ze zes kinderen, waaronder de fotograaf Rudolf Eickemeyer jr. (1862-1932)
Via hun herstelwerkzaamheden raakten Eickemeyer en Osterheld bekend met de machines van Yonkers belangrijkste industrietak – het maken van hoeden. Eickemeyer zag hierbij de vele verbeteringen die doorgevoerd konden worden op de in gebruik zijnde machines. Zijn eerste uitvinding was een machine die leren hoedenbanden maakte, gevolgd door een naaimachine die de leren banden in de hoeden vastnaaide. Talrijke uitvindingen en nieuwe machines zouden volgden en hun herstelwerkplaats groeide langzaam uit tot een kleine productiefabriek. Zijn uitvindingen veroorzaakten een revolutie in de hoedenfabricage van Yonkers.
Gedurende de Amerikaanse Burgeroorlog veranderde Eickemeyer zijn fabriek voor de productie van revolvers. In 1870 vond hij een differentiële versnellingstoestel uit voor een maai- en oogstmachine, die hij voor veel geld verkocht aan een Canadese fabrikant.

### Elektrotechniek
In de jaren 1870 begon Eickemeyer de voordelen te zien die plaatsvonden op het gebied van de elektrotechniek en begreep dat elektriciteit een belangrijke rol zou gaan spelen in toekomstige technologische ontwikkelingen. Hij begon met de ontwikkeling van elektrisch aangedreven machines en deed daarnaast experimenteel werk met telefonie. Hij patenteerde diverse uitvinding op dit gebied, waaronder een methode om mallen te gebruiken om ankers symmetrisch te wikkelen zodat hij veel efficiëntere elektromotoren kon bouwen.
Midden jaren 1880 was de Eickemeyer & Osterheld Manufacturing Company geëvolueerd in een goed draaiende elektrotechnische fabriek. Eickemeyer zette zijn onderzoek voort en ontwikkelde diverse nieuwe apparaten. Zo ontwierp hij samen met Stephen Dudley Field in 1887 de eerste elektrische locomotief ten behoeve van de New York Elevated Railway.
In juni 1889 nam hij de pas gearriveerde Duitse immigrant Charles Proteus Steinmetz aan als werknemer. Al snel bleek dat Steinmetz over de benodigde capaciteiten beschikte in het oplossen van technische maar vooral wiskundige problemen Eickemeyer promoveerde hem tot een leidinggevende functie en voorzag hem van zijn eigen onderzoekslaboratorium. Aangespoord door Eickemeyer begon Steinmetz te werden aan het probleem van hysteresis – de vertraagde omkering van het magnetische veld die optreedt in wisselstroommachines – wat in 1891 resulteerde in zijn wiskundige wetten rond hysteresis.
In 1892 werd het bedrijf van Eickemeyer geconsolideerd door het pas opgerichte General Electric Company (GEC). Niet alleen vanwege de vele patenten die het bedrijf bezat maar ook om de excellente kwaliteiten van Steinmetz binnen te halen. Eickemeyer zette zijn elektrotechnische onderzoek voort tot aan zijn overlijden in Washington, waar hij was voor zaken.

## Erkenning
Eickemeyer had rond de 150 Amerikaanse en buitenlandse octrooien op zijn naam staan. Daarnaast was hij zeer actief in de burgergemeenschap van zijn woonplaats Yonkers. Zo was hij bestuurslid van de watercommissie, vicevoorzitter van de raad van onderwijs, vrijwillig brandweerman en voorzitter van de First National Bank.